# ليرة طرابلسية

واجهة ليرة طرابلسية واحدة صدرت في 1943.

ليرة طرابلس أو الليرة العسكرية أو الليرة الطرابلسية هي عملة أصدرتها بريطانيا في المناطق التي احتلتها في ليبيا خلال الحرب العالمية الثانية (لاحقاً الإدارة البريطانية في طرابلس) وتم التداول بها بين عامي 1943 و1951 وقد أصدرتها السلطة العسكرية البريطانية في إقليم طرابلس لتحل محل الليرة الإيطالية في التعامل. استبدلت الليرة بالجنيه الليبي بعد الاستقلال في العام 1951 بقيمة 1 جنيه = 480 ليرة.
في 15 ديسمبر 1942 أصدر القائد العام للجيش الثامن إعلانا باسم الحكومة البريطانية عين بموجبه العملة التي ستستعمل في التعامل بين الإدارة والسكان، ليتم لاحقا إصدار «الجنيه العسكري» وقيمته 480 ليرة إيطالية، وفي 15 سبتمبر 1943 تم إصدار الليرة الطرابلسية أو الليرة العسكرية لتحل محل الجنيه العسكري والليرة الإيطالية. وتولى بنك باركليز البريطاني الذي بدأ عمله في طرابلس وبنغازي عام 1943 إصدار تلك العملة الجديدة نيابة عن الحكومة البريطانية.

## عملات ورقية
لم يتم إصدار أي عملات معدنية لتلك العملة، فقط أوراق مالية من فئات 1، 2، 5، 10، 50، 100، 500 و 1000 ليرة.